# Heel en Panheel
Pour les articles homonymes, voir Heel.
Heel en Panheel est une ancienne commune néerlandaise du Limbourg néerlandais.
La commune a été créée le 1er avril 1821 par la fusion des communes de Heel et de la partie de Pol en Panheel qui englobait le village de Panheel. 
En 1840, la commune comptait 127 maisons et 797 habitants, dont 551 dans le bourg de Heel, 175 à Panheel, 40 à Houthem et 31 à Katert.
Le 1er janvier 1991, Heel en Panheel fusionne avec Beegden et Wessem pour former la nouvelle commune de Heel. De nos jours, elle fait partie de la commune de Maasgouw.